# وو-لاوالت
وو-لاوالت (به فرانسوی: Vaux-Lavalette) یک کمون در فرانسه است که در Canton of Villebois-Lavalette واقع شده‌است.

## خصوصیات
وو-لاوالت ۶٫۷۸ کیلومترمربع مساحت و ۹۶ نفر جمعیت دارد و ۱۵۰ متر بالاتر از سطح دریا واقع شده‌است.